# Maria Becker
Pour les articles homonymes, voir Becker.
Maria Becker née le 28 janvier 1920 à Berlin et morte le 5 septembre 2012 à Uster est une actrice de cinéma et de théâtre radiophonique et metteure en scène suisse et allemande.

## Biographie et carrière
Maria Becker est la fille de l'actrice et metteur en scène allemande Maria Fein et de l'acteur allemand Theodor Becker. Après le divorce de ses parents, sa sœur reste avec son père et Maria Becker grandit avec sa mère à Berlin, mais a été principalement prise en charge par sa grand-mère. Elle a fréquenté le Kleistlyzeum de Berlin, puis, de 1930 à 1933, l'internat Schule am Meer de Juist. Dans cette école basée sur l’Éducation nouvelle, elle a également fait ses premières expériences de théâtre.
Dès 1933, elle retourne à l'école à Berlin. Quand sa mère, qui était d'origine juive, ne fut plus autorisée à se produire au Deutsches Theater de Berlin après la prise du pouvoir par les nationaux-socialistes, en 1936, elle l'accompagna à Vienne. Maria Becker y fréquente le Séminaire Max Reinhardt malgré son jeune âge. Après l’Anschluss (annexion de l'Autriche à l’Allemagne nazie) en mars 1938, toutes deux émigrèrent pour une courte période en Angleterre puis elles partirent pour Zurich,.
En 1938, elle entame un engagement théâtral au Schauspielhaus de Zurich. Elle y rencontre l'acteur austro-suisse Robert Freitag également formé au séminaire Max Reinhardt de Vienne et qui, depuis 1941, travaille au Schauspielhaus de Zurich, point culminant de l' «émigration théâtrale » pendant la Seconde Guerre mondiale. En 1945, Maria Becker et Robert Freitag se marient, ce qui donne à Maria Becker la Nationalité suisse,.
Ils divorceront en 1966. Cependant, tous deux continuent à coopérer et travailler ensemble.
De leur mariage naîtront trois enfants, dont deux sont acteurs : Benedict Freitag et Oliver Tobias.
En 1948 et 1949 elle incarne la Maîtresse dans Jedermann.
Plus tard, Maria Becker eut des engagements théâtraux au Burgtheater de Vienne, au Deutsches Schauspielhaus de Hambourg et au Residenztheater de Munich. Avec l'acteur allemand Will Quadflieg, Maria Becker fonde en 1956 la Schauspieltruppe Zürich (également appelée Zürcher Schauspieltruppe), troupe de théâtre itinérant avec qui elle participe à de nombreuses tournées dans les pays germanophones et aux États-Unis.
Maria Becker est alors connue sur le plan international principalement grâce à l'interprétation de grandes figures théâtrales telles Electre, Jeanne d’Arc, Iphigénie grâce aussi aux pièces radiophoniques auxquelles elle participe sur la BBC sans oublier sa représentation sensationnelle de Mephisto en 1977 au Residenztheater en tant que "première femme" (du moins: première actrice connue) dans ce rôle. Elle se fait connaître d’un large public international à travers ses apparitions dans des séries télévisées comme Derrick et Le Renard. Elle est également narratrice de nombreux livres audio.
Elle était une amie de l'actrice Anne-Marie Blanc.[réf. nécessaire] Maria Becker était considérée comme "la dernière légende vivante de la grande époque du Schauspielhaus de Zurich pendant le Troisième Reich" et comme « Grande Dame du Théâtre Suisse »,/
Maria Becker est décédée en 2012 à l'âge de 92 ans à Uster. Elle est enterrée à Zurich dans la tombe de sa mère Maria Fein.

## Filmographie (sélection)
- 1960 : Ein Monat auf dem Lande de Robert Freitag
- 1960 : Guillaume Tell (de)
- 1972 : Der Kommissar : Schwester Ignatia
- 1975 : Der Kommissar : Ein Mord nach der Uhr
- 1980 : Le Renard : Magdalena
- 1981 : Le Renard : Jusqu'à la mort (Bis daß der Tod uns scheidet)
- 1991 : Le Renard : L'anniversaire de la vieille dame (Der Geburtstag der alten Dame)
- 1995 : Derrick : Tuer ce qu'on aime (Kostloffs Thema) [12]
- 1996 : Derrick : Un monde à part (Ruth und die Mörderwelt)
- 1996 : Derrick : Soumission (Bleichröder ist tot)
- 1998 : Derrick : La valise égarée (Herr Kordes braucht eine Million)
- 1998 : Derrick : Le grand jour (Das Abschiedsgeschenk)
- 2001 : Siska : Das Böse an sich
- 2005 : Polizeiruf 110: Dettmanns weite Welt

## Prix et distinctions
- 1951 : Le Deutscher Kritikerpreis [13]
- 1965 : L’Anneau Hans Reinart [14]
- 1992 : L’Ordre du mérite de la République Fédérale d’Allemagne [15]
- 1997 : Le Topaze Louise Dumont [16]
- 1999 : Prix annuel de la Fondation Suisse pour la Réflexion Occidentale (depuis 2005 Fondation pour l'Éthique et la Culture occidentales) (en allemand : STAB-Jahrespreis der schweizerischen Stiftung für Abendländische Besinnung, dès 2005 Stiftung für Abendländische Ethik und Kultur) [17]
- 2005 : Médaille d'or du Conseil des Gouverneurs du canton suisse de Zurich
- 2011 : Prix de la Fondation Armin Ziegler pour l’ensemble de sa carrière [18]